# Günther Trebstein
Günther Trebstein (* 1935 in Diemitz; † 20. März 1994 in Halle/Saale) war ein deutscher Gebrauchsgrafiker.

## Leben und Werk
Trebstein studierte von 1954 bis 1958 bei Walter Funkat am Institut für künstlerische Werkgestaltung Halle - Burg Giebichenstein. Danach arbeitete er in Halle freiberuflich als Ausstellungsgestalter, zumeist gemeinsam mit seiner Ehefrau, der Gebrauchsgrafikerin Sigrid Trebstein (* 1935). Er schuf vor allem Entwürfe für die Außenhandelswerbung der DDR, so für Messen, Fachausstellungen, Prospekte und Kalender. Hauptauftraggeber waren Produktions- und Handelsunternehmen der Elektroindustrie, daneben u. a. die Wasserwirtschaft und die Landwirtschaftsausstellung Agra. Von dieser erhielt er eine Goldmedaille. Ein weiter Arbeitsbereich Trebsteins war Außenwerbung an Gebäuden.

## Teilnahme an zentralen und wichtigen regionalen Ausstellungen in der DDR
- 1962/1963 und 1972/1973: Dresden, Fünfte Deutsche Kunstausstellung und VII. Kunstausstellung der DDR
- 1979: Halle/Saale, Bezirkskunstausstellung
- 1984: Halle/Saale, Staatliche Galerie Moritzburg („Walter Funkat und Schüler“)